# Carparachne alba
Carparachne alba är en spindelart som beskrevs av Lawrence 1962. Carparachne alba ingår i släktet Carparachne och familjen jättekrabbspindlar.
Artens utbredningsområde är Namibia. Inga underarter finns listade.